# (43657) Bobmiller
(43657) Bobmiller est un astéroïde de la ceinture principale.

## Description
(43657) Bobmiller est un astéroïde de la ceinture principale. Il fut découvert le 9 mars 2002 aux Monts Santa Catalina par le projet CSS. Il présente une orbite caractérisée par un demi-grand axe de 3,11 UA, une excentricité de 0,10 et une inclinaison de 6,3° par rapport à l'écliptique.

## Compléments